# Nguyễn Thanh Châu
Nguyễn Thanh Châu, nguyên là một tướng lĩnh Hải quân của Quân lực Việt Nam Cộng hòa, Hải hàm Phó Đề đốc, cấp bậc Chuẩn tướng. Ông xuất thân từ những khóa đầu ở trường Sĩ quan Hải quân Việt Nam Cộng hòa tại duyên hải Trung phần (do Quân đội Quốc gia tiếp quản từ cơ sở Hải quân của Quân đội Pháp). Ông đã tuần tự giữ từ những chức vụ nhỏ cho đến sau cùng là Chỉ huy trưởng trường Huấn luyện đào tạo Sĩ quan, Hạ sĩ quan và Thủy thủ của Quân chủng Hải quân.

## Tiểu sử & Binh nghiệp
Ông sinh vào tháng 8 năm 1933 trong một gia đình điền chủ khá giả tại Long An, miền Tây Nam phần Việt Nam. Thiếu thời ông học Tiểu học tại quê nhà. Do gia đình có điều kiện, khi học lên trên ông được về học ở Sài Gòn. Năm 1952, ông tốt nghiệp Trung học Phổ thông chương trình Pháp tại Sài Gòn với văn bằng Tú tài toàn phần (Part II).

### Quân đội Quốc gia Việt Nam
Giữa năm 1953, thi hành lệnh động viên, ông nhập ngũ vào Quân đội Quốc gia, mang số quân: 53/700.003. Trúng tuyển được theo học khóa 3 tại trường Sĩ quan Hải quân Nha Trang, khai giảng vào tháng 7 năm 1953, Tháng giêng năm 1954 mãn khóa tốt nghiệp với cấp bậc Hải quân Thiếu úy ngành chỉ huy. Ra trường, được chuyển đi thực tập trên chiến hạm của Hải quân Pháp.

### Quân đội Việt Nam Cộng hòa
Giữa năm 1956, sau một thời gian từ Quân đội quốc gia chuyển qua phục vụ cơ cấu mới của nền Đệ nhất Cộng hòa là Quân đội Việt Nam Cộng hòa, ông được thăng cấp Hải quân Trung úy và được cử làm Chỉ huy phó căn cứ Hải quân Tiên Sa tại Đà Nẵng.
Đầu năm 1961, ông được thăng cấp Hải quân Đại úy và được bổ nhiệm chức vụ Chỉ huy trưởng Căn cứ Hải quân Tiên Sa. Qua tháng 10 năm 1962, ông được giao nhiệm vụ nhận lãnh Hộ tống hạm Chi Lăng II HQ-08 (do Hải quân Hoa Kỳ chuyển giao lại cho Hải quân Việt Nam Cộng hòa) và được cử giữ chức Hạm trưởng đầu tiên.
Đầu năm 1966, ông được thăng cấp Hải quân Thiếu tá tại nhiệm. Sau đó chuyển về Trung tâm Huấn luyện Hải quân Nha Trang giữ chức vụ Trưởng khối Huấn luyện. Đầu năm 1969, ông được thăng cấp Hải quân Trung tá và được cử làm Chỉ huy phó Trung tâm Huấn luyện Hải quân Nha Trang.
Trung tuần tháng 1 năm 1973, ông được thăng cấp Hải quân Đại tá và được bổ nhiệm chức vụ Chỉ huy trưởng Trung tâm Huấn luyện Hải quân Nha Trang thay thế Hải quân Đại tá Nguyễn Trọng Hiệp. Ngày 1 tháng 4 năm 1974, ông được thăng Hải hàm Phó Đề đốc, cấp bậc Chuẩn tướng tại nhiệm.

## 1975
Ngày 2 tháng 4, Hải vận hạm Hậu Giang HQ-406 do Hải quân Trung tá Nguyễn Quốc Trị làm Hạm trưởng, được lệnh vào vịnh Cầu Đá, Nha Trang để di tản toàn bộ Trung tâm Huấn luyện Hải quân gồm khóa 26 Đệ tam Kim Ngưu cùng học viên chuyên nghiệp và 2 Đại đội cơ hữu của Trung tâm về đóng tại căn cứ Hải quân Cát Lái, Thủ Đức, Gia Định.
Đêm 29 tháng 4, ông di tản ra khơi trên Khu trục hạm Trần Hưng Đạo (Soái hạm HQ-1). Sau đó ông được sang định cư tại Hoa Kỳ. Về sau chuyển sang Pháp ở với các con.
Ngày 3 tháng 1 năm 2017, ông qua đời tại Paris, Pháp. Hưởng thọ 84 tuổi.